# Курир Ђока
Ђорђе Калуђеровић, познатији као Курир Ђока, измишљени је лик из телевизијске серије Срећни људи. Осмислио га је Синиша Павић, а тумачио Томислав Трифуновић.

## О лику
Томислав Трифуновић се у серији Срећни људи по први пут кратко појавио у 6. епизоди као гост ресторана Луде ноћи чији је власник Радојица Илић (Миленко Павлов). У тој сцени приступа шанку, тражећи од шанкерице вињак. (Жижа Стојановић, у каснијем току серије њен лик је познат под надимком Цана Фонтана)
Након што се директор Палигорић (Михаило Јанкетић), јављајући се на телефон, свима представљао као курир Ђока, од кадровске службе је тражио информацију о том запосленом. Коначно, у 20. епизоди, како Лола Голубовић (Тања Бошковић) напушта управникову канцеларију одбивши његову непристојну понуду, на вратима се појављује Ђока који затиче замишљеног директора у чудном положају тела. Палигорић затим Ђоки даје кафу коју је раније поручио за Лолу и пошто што ју је попио враћа се на радне обавезе. Ђока се у наредним епизодама појављује у комичним и конфузним ситуацијама те услед забуне пакет који је Палигорић по њему послао за Лолу на крају завршава код шефа Ђуре „Султана” (Никола Милић) у болници коме су запослене дошле у посету. Последично, у канцеларију језичког одељења улази Вукашин Голубовић (Десимир Станојевић) где се већ налазио Калуђеровић те се њих двојица упознају. Ђока затим одлази, а Вукашин подиже слушалицу телефона који је звонио и Палигорићу се представља као Курир Ђока. Услед блиског односа с управником, Ђока је више пута је долазио у његову канцеларију на кафу. Тако је и међу публиком најпопуларнија сцена када му Палигорић заповеда: Пиј кафу, Ђокоǃ Узми сокǃ И тако неколико пута наизменично, кроз разговор. Иако епизодна, а услед бројних репризирања серије, улога Курира Ђоке једна је од најпознатијих у Трифуновићевој каријери.